# Frans Wouters
Frans Wouters, také Frans Wauters nebo Frans van Wouters (2. října 1612 Lier (provincie Antverpy) – 1659 Antverpy) byl vlámský malíř figuralista, portrétista, krajinář a malíř štítů raného baroka.

## Život
Narodil se v rodině výrobce kabinetů (truhláře a marketéra) Hendrika Wouterse († 1634) a jeho manželky Barbary Brabantské. Od roku 1629 se učil malířem  u Pietera van Avonta v Antverpách. Porušil však smlouvu tím, že před vyučením odešel roku 1634 do ateliéru Petra Pavla Rubense, s nímž v roce 1635 připravil slavnostní výzdobu města Antverpy k uvítání kardinála Ferdinanda. Téhož roku byl přijat do antverpského malířského cechu sv. Lukáše.  
Roku 1637 cestoval do Vídně, tam byl jmenován komorním malířem císaře Ferdinanda II. a současně jeho vyslancem v Anglii. V roce 1638 se stal malířem prince z Walesu, budoucího anglického krále Karla II. Seznámil se s portrétistou anglického krále Karla I. Antonem van Dyckem. V roce 1641 se vrátil do Antverp, kde znovu spolupracoval s Pieterem van Avontem a zároveň se věnoval obchodu s uměním. Sňatek s Marií Donckerovou, dcerou tajemníka městské rady v Antverpách, mu v roce 1644 přinesl značné jmění. V roce 1648 byl zvolen stal starším představeným antverpského cechu svatého Lukáše. 
Po roce 1648 maloval pro uměnímilovného arcivévodu Leopolda I. Viléma, guvernéra jižního Nizozemí, ve stylu ovlivněném Antonem van Dyckem. Čtyři obrazy se s jeho dědictvím dostaly na vídeňský dvůr císaře Leopolda I. a jsou tam ve sbírkách Uměleckohistorického muzea. Jsou to krajinomalby s figurální stafáží biblického (2) nebo mytologického (2) námětu.
Zemřel v Antverpách v roce 1659 na ulici jako oběť náhodného výstřelu z pistole.

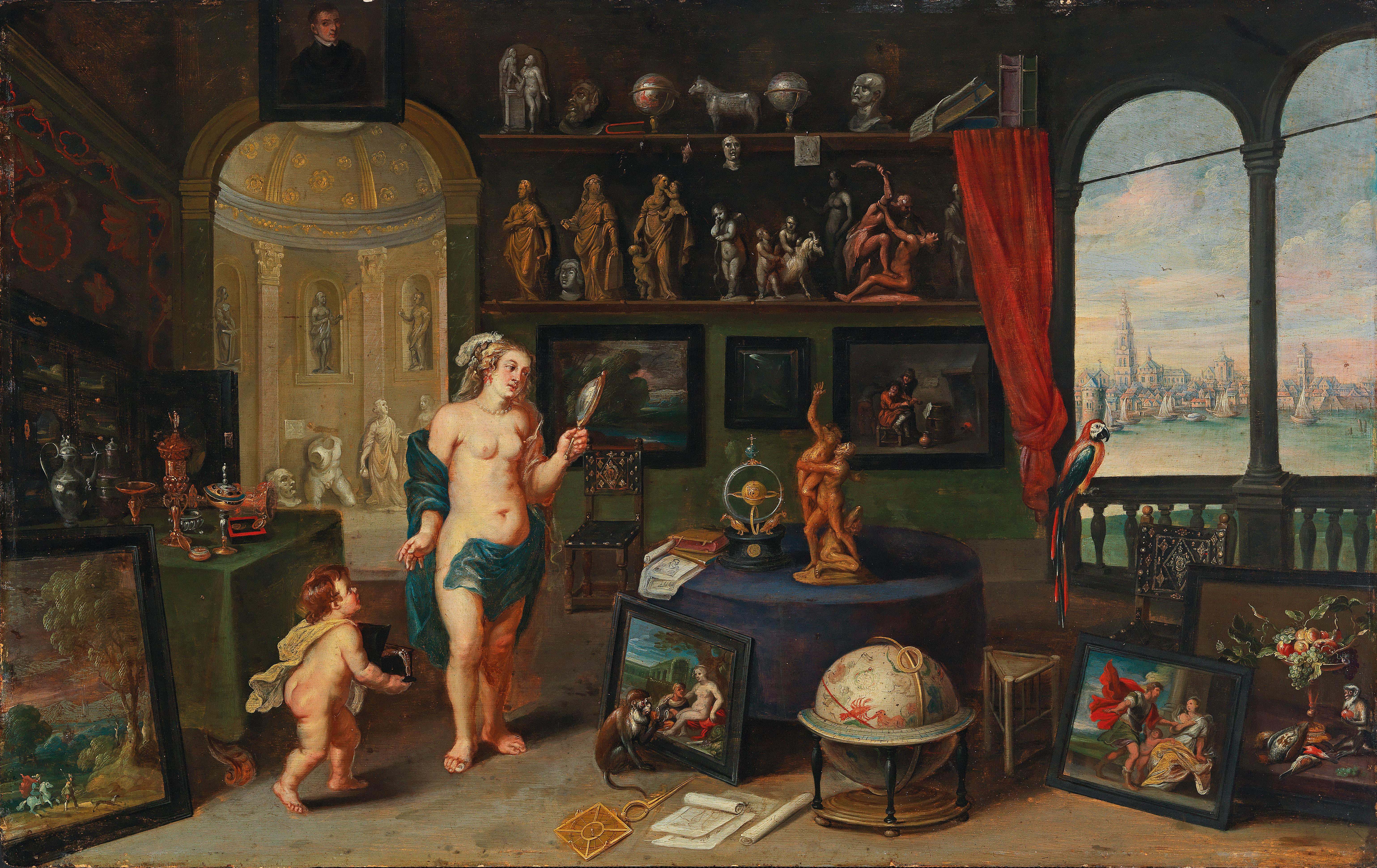
Frans Wouters - Zrak ze série Alegorií pěti smyslů

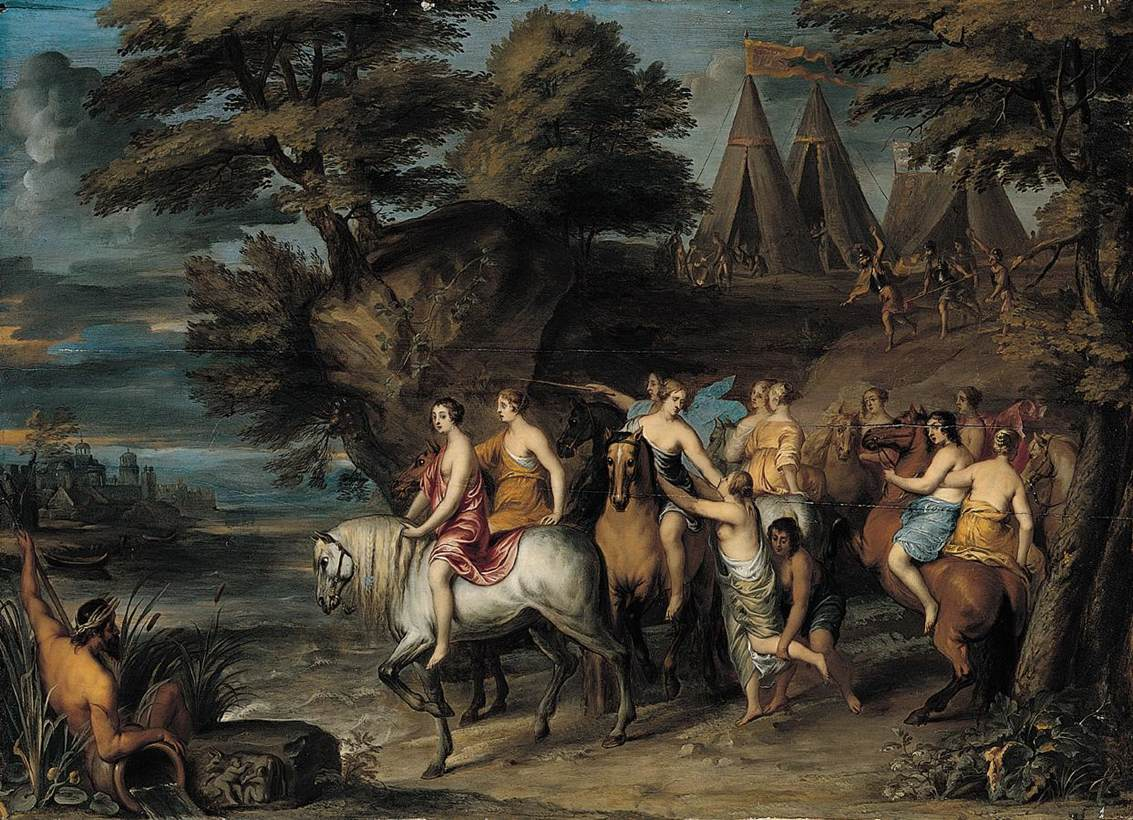
Cloelia s družkami na útěku před Etrusky, soukromá sbírka

## Dílo (výběr)
- Alegorie pěti smyslů - (Zrak, Sluch, Čich, Chuť, Hmat), olejomalby na dřevě, aukce Dorotheum 2016; soukromá sbírka
- Cloelia a její římské družky na útěku před Etrusky, soukromá sbírka
- Diana a Kallistó, olejomalba na dřevě, po 1640, Arcibiskupství olomoucké – Arcidiecézní muzeum Kroměříž  [4]
- Portrét arcivévody Leopolda I. Viléma, olejomalba na dřevě, po roce 1648, zámek Hluboká
- Portrét knížete Jana Adolfa I. ze Schwarzenbergu, hofmistra Leopolda I. Viléma
- Uměleckohistorické muzeum (Vídeň):
  - Krajina se svatou rodinou a sv. Antonínem Paduánským
  - Hagar s andělem na poušti
  - Průvod o bakchanáliích
  - Krajina se spící Dianou a loveckými psy